# Samuel Henry Strong

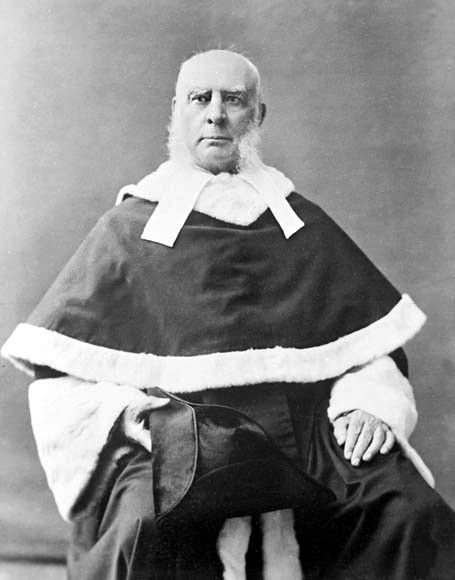
Sir Samuel Henry Strong, 1895

Sir Samuel Henry Strong, PC, QC (* 13. August 1825 in Poole, Dorset, England; † 31. August 1909 in Ottawa) war ein kanadischer Richter. Er gehörte von 1875 bis 1902 dem Obersten Gerichtshof von Kanada an und war ab 1892 dessen Vorsitzender (Chief Justice).

## Biografie
Der Sohn eines anglikanischen Priesters wanderte 1836 mit seiner Familie ins damalige Oberkanada aus und ließ sich in Bytown (heute Ottawa) nieder. Nach dem Schulabschluss studierte Strong Recht an der Osgoode Hall Law School in Toronto. 1849 erhielt er die Zulassung als Rechtsanwalt und begann dort zu praktizieren. Ab 1858 dozierte er an der Osgoode Hall Law School über Equity.
Strong war mit John Macdonald, dem ersten Premierminister Kanadas, befreundet. Dieser erteilte ihm 1869 den Auftrag, die gesetzlichen Grundlagen für die Schaffung des Obersten Gerichtshofes auszuarbeiten. Im selben Jahr wurde er zum Vizekanzler des Gerichtshofes für Wirtschaftsrecht der Provinz Ontario ernannt, 1874 zum Richter am dortigen Appellationsgericht.
Premierminister Alexander Mackenzie ernannte ihn am 30. September 1875 zu einem von sechs Richtern des neu eingeführten Obersten Gerichtshofes. In zahlreichen Fällen war Strong anderer Meinung als seine Richterkollegen. Wann immer möglich versuchte er die Rechte der Provinzen gegenüber dem Bundesstaat zu stärken, was ihm über die Jahre immer häufiger gelang. Am 13. Dezember 1892 folgte die Ernennung zum Chief Justice durch Premierminister John Thompson. Dieses Amt übte er bis zu seinem Rücktritt am 18. November 1902 aus. Am 26. Juni 1893 wurde er als Knight Bachelor geadelt.